# アンナ・ブリュースター
アンナ・ブリュースター（Anna Brewster, 1986年1月1日 – ）は、イギリスの女優、モデル。 

## 生い立ち
バーミンガムのモーズリー出身。 モーズリーにあるSt Bernard's RC School、Kings Heath Junior School、そして、Queensbridge Schoolに通う。その後、Solihull Sixth Form CollegeでAレベルの勉強をする。 
また、Birmingham School of Speech and Dramaでも勉強している。 

## 女優としての経歴
2002年、「Anita and Me」でタイトルロールのAnita Rutterとして主演し、2005年『ヘンダーソン夫人の贈り物』ではドリスを演じた。
2007年、テレビ局チャンネル4のチャンネルのひとつであるE4のミニシリーズ「Nearly Famous」で主演の一人Kate Shermanを演じ、テレビシリーズ「THE TUDORS～背徳の王冠～」ではアン・スタッフォードとして出演した。   
また、2009年には「The Royal」のエピソードでCynthia Grantを演じ、『刑事ジョン・ルーサー』のシーズン2（2011年）のエピソードでアビーを演じた。 
2009年、After Dark Horrorfest 4（2010年開催）でプレミア上映されたホラー映画『The Reeds』で主演のローラを演じた。 
2010年、BBCのテレビシリーズ「Material Girl」でスーパーモデルのLydia Kaneを演じた。 
2012年には、Mahalia Belo監督の短編映画「Volume」にて主演のひとりであるGeorginaを演じた。 2013年、BBCのテレビシリーズ「Silent Witness」にDeanna Collierとして出演した。  
2015年12月、『スター・ウォーズ/フォースの覚醒』にファースト・オーダーのスパイであるBazine Netalとして登場した。  
2015年から2018年まで、Canal+のTVシリーズ「Versailles」でモンテスパン侯爵夫人フランソワーズ・アテナイスを演じた。  
2020年、アクションスリラー映画 『ラストデイズ・オブ・アメリカン・クライム』でシェルビー・デュプリー役で出演した。 

## モデルとしての経歴
デザイナーブランドのベンシャーマンのためにさまざまな婦人服のモデルをした。そして、それらは2007年の秋から冬にかけてイギリス全土で見られた。 アクアスキュータムや、エルメス（2シーズン）、Jigsaw A/W 2011、Sportsgirlのキャンペーンに出演し、1シーズンではあるがLinks of Londonの顔を務めた。
UK and American Glamour、Dazed ＆ Confused、Italian Vogue、Japanese Vogue、Hercules、Plastique、およびRussian Vogueの社説を撮影した 。 